# Martin Löschmann
Martin Löschmann (* 20. Februar 1935 in Bernsdorf, Kreis Bütow) ist ein deutscher Germanist, Anglist, Philologe und Pädagoge/Didaktiker im Fachbereich Deutsch als Fremdsprache und Deutsch als Zweitsprache.

## Tätigkeitsfelder

### Didaktik/Methodik Deutsch als Fremd- und als Zweitsprache
Ein Jahr nach seinem Lehramtsstudium der Germanistik (Staatsexamen bei Hans Mayer) und Anglistik an der Universität Leipzig (1955–1960) nahm Martin Löschmann 1961 seine Lehrtätigkeit am Herder-Institut der Leipziger Universität auf. An diesem Institut wurden ausländische Studierende bis um die Jahrhundertwende auf ein Studium in der DDR (später BRD) vorbereitet.
Mit der praktischen Lehrtätigkeit ging eine wissenschaftliche Fundierung des Unterrichts Deutsch als Fremdsprache (DaF) einher, an der sich Löschmann aktiv beteiligte. Seine Mitarbeit kulminierte zunächst zum einen in der Promotion zum Thema Zur Entwicklung des unmittelbaren verstehenden (immedialen) Lesens im Deutschunterricht für Ausländer. Ein Beitrag zur Zielkonzeption, Text- und Übungsgestaltung eines modernen Leseunterrichts in einer Fremdsprache (1969) und zum anderen in der Übernahme in die im gleichen Jahr gegründete Forschungsabteilung. Mit der Dissertation, die ihm den Dr. phil. eintrug, und den sie begleitenden Publikationen begründete Löschmann eine Einteilung der Leseformen/Lesearten (orientierendes, kursorisches, totales Lesen), die seinerzeit in Ost und West übernommen wurde. 
Zehn Jahre später habilitierte sich Löschmann mit dem Thema Theorie und Praxis der Arbeit am Wortschatz auf der Stufe der Aus- und Weiterbildung ausländischer Deutschlehrer und trug damit zur Fundierung der Fort- und Weiterbildung ausländischer Deutschlehrender bei. Seine Habilitationsschrift, die zum Dr. sc. paed. führte (nach der Wende urkundlich in einen Dr. paed. habil. umgewandelt), begründete das integrative Prinzip der Wortschatzarbeit sowohl im DaF- als auch im DaZ-Unterricht. Die Ergebnisse seiner Forschungen der 1970er und 1980er Jahre wurden in der Monografie Effiziente Wortschatzarbeit. Alte und neue Wege zusammengefasst.
Nachdem er als Assistent, Oberassistent und Dozent am Herder-Institut tätig gewesen war, wurde er 1984 zum Professor für Deutsch als Fremdsprache berufen.
Seine Forschungs- und Entwicklungsarbeiten erstreckten sich über die zwei Hauptgebiete Lesen und Wortschatz hinaus auf fachsprachlichen Unterricht (hier besonders auf die Fachsprache der Architekten und Architektinnen), Motivation, Stereotype im Fremdsprachenunterricht, Landeskunde, interkulturelles Lernen. Seine Lehr-, Forschungs- und Entwicklungsarbeiten, sein Mitwirken an der international bekannten Zeitschrift Deutsch als Fremdsprache, herausgegeben vom Herder-Institut, in wissenschaftlichen Gremien und nicht zuletzt seine Fort- und Weiterbildungsverpflichtungen führten ihn, auch nach der Wende vermittelt über den SES und DAAD, in verschiedene Länder, darunter Algerien, Bulgarien, Finnland, Frankreich, Großbritannien, Jugoslawien, Kasachstan, Luxemburg, Österreich, Polen, Sowjetunion/Russland, Schweiz, USA, Tschechien.

### Publikationstätigkeit: Herausgabe der ReiheDeutsch als Fremdsprache in der Diskussion
Martin Löschmann ist Verfasser und Herausgeber von zahlreichen Publikationen, Lehr- und Lernmaterialien für die Bereiche Deutsch als Fremdsprache, Deutsch als Zweitsprache, Angewandte Linguistik sowie Landeskunde. Neben den bereits genannten Publikationen sind hervorzuheben Veröffentlichungen in der Reihe Zur Theorie und Praxis des Deutschunterrichts für Ausländer, erschienen bei Enzyklopädie Leipzig, und die Herausgabe der wissenschaftlichen Reihe bei Peter Lang Deutsch als Fremdsprache in der Diskussion seit 1993, in der bisher 10 Bände erschienen, darunter Manfred Pudszuhn: Fachunterricht versus Sprachunterricht, (1994); Dagmar Blei: Zur Fachgeschichte Deutsch als Fremdsprache (2003), Martin Hahn/Gerhard Wazel: Theorie und Praxis des DaF- und DaZ-Unterrichts heute (2011).

### Vorstandstätigkeit
2017 löste sich das IIK e.V. Berlin aus dem Verband des IIK mit dem Geschäftsführer Gerhard Wazel, und Löschmann wurde zum Vorstand des eingetragenen Vereins gewählt. Das verselbständigte Institut ruht auf zwei Säulen: Betreibung von Integrationskursen für Flüchtlinge und Migranten (im Auftrage des BAMF) einschließlich Alphakursen zum einen und Weiterbildung von Lehrkräften in diesen DaF- und DaZ-Kursen zum anderen. Große Aufmerksamkeit wird dabei dem berufsorientierten Sprachunterricht gewidmet, wobei Löschmann wieder bei einem seiner Forschungs- und Entwicklungsschwerpunkten angekommen ist, nämlich dem Fachsprachenunterricht im weitesten Sinne.

## Publikationen (Auswahl)
Fachwissenschaftliche Arbeiten
- Martin Löschmann und Marianne Löschmann, Hermann Petzschler und Anita Petzschler: Methodisch aufbereitetes Arbeitsmittel zur Entwicklung des unmittelbar verstehenden Lesens und Konspektierens, des verstehenden Hörens und Mitschreibens (Grundstufe. Für den Lehrer T.: 1 + 2). Karl-Marx-Universität, Leipzig 1969.
- Einführung und Einübung des erweiterten attributivisch gebrauchten Adjektivs und Partizips unter dem Aspekt der Entwicklung des unmittelbar verstehenden Lesens. Herder-Institut, Leipzig 1968.
- Übungsgestaltung zum verstehenden Hören und Lesen. Verlag Enzyklopädie, Leipzig 1979.
- Kommunikative und integrative Wortschatzarbeit. In: Zur Theorie und Praxis des Deutschunterrichts für Ausländer. Enzyklopädie, Leipzig 1984.
- Effiziente Wortschatzarbeit: alte und neue Wege. Peter Lang, Frankfurt/Main u. a. 1993.
- Types of Motivation and their Relevance to Students Learning Foreign Languages. In: M. Stroinska, M. Löschmann (Hrsg.): Motivation and Feedback in Language Teaching and Learning. Kingston University, Kingston 1997.

Lehr- und Lernmittel
- Hans Lindner, Martin Löschmann (Gesamtredaktion): Deutsch. Ein Lehrbuch für Ausländer. Teil 2, Enzyklopädie, Leipzig 1975 (13. Auflage).
- Martin Löschmann, Erika Kirsch, Reinhard Günter: Wir diskutieren. Texte und Wortschatzübungen für Ausländer. Verlag Enzyklopädie, Leipzig 1982.
- Martin Löschmann, Marianne Löschmann: Einander verstehen. Ein deutsches literarisches Lesebuch. Studies in Modern German Literatures. Peter Lang, New York 1997.
- Nadeshda Kusnetsova, Martin Löschmann: Deutsch für Architekten: Fachtexte, Übungen, Wortschatz. Tomsk 2006.

Autobiografie
- Martin Löschmann: Unerhörte Erinnerungen eines Sonstigen. Leipzig 2015.